# Nippon Kokan Soccer Club
Il Nippon Kokan Soccer Club (日本鋼管サッカー部?, Nippon Kokan Sakka Bu), dal 1988 NKK Soccer Club (NKKサッカー部?, NKK Sakka Bu), è stata una società calcistica giapponese attiva fino al 1993, con sede a Kawasaki.

## Storia
Il club fu fondato nel 1912 come circolo sportivo della Nippon Kokan, acciaieria situata a Kawasaki e attualmente parte della JFE Holdings; benché la sezione calcistica fosse stata aperta intorno agli anni venti, la squadra fece il suo ingresso nei massimi livelli del calcio nazionale solo nel 1966, quando raggiunse la finale della All Japan Senior Football Championship (all'epoca secondo livello del campionato giapponese di calcio) e ottenne l'accesso ai playoff interdivisionali, nei quali ottenne la promozione in Japan Soccer League dopo aver sconfitto il Nagoya Bank nel doppio confronto.
Per oltre un decennio il Nippon Kokan militò nel massimo livello del campionato nazionale, oscillando tra le posizioni medio-basse della classifica e ottenendo, in alcuni casi, la salvezza solo grazie a delle risicate vittorie nei playoff interdivisionali. La prima retrocessione in seconda divisione, avvenuta al termine della stagione 1979, divenne il preludio di un periodo di forma da parte della squadra che, in concomitanza con l'esordio di giocatori di primo piano come Kōji Tanaka e Toshio Matsuura, riuscirà a mettere in bacheca i primi trofei divenendo, tra l'altro, il primo club di seconda divisione a vincere coppa di Lega (1980) e trofeo nazionale (1981). Ritornato in massima serie al termine della stagione 1983, dopo una stagione interlocutoria il Nippon Kokan diverrà una delle principali candidate alla vittoria del titolo delle tre stagioni a seguire, ottenendo tre secondi posti consecutivi e arrivando a sfiorare l'accoppiata campionato-coppa nazionale nella stagione 1986-87, scavalcato dallo Yomiuri per via di una peggior differenza reti e di una vittoria di misura in finale di Coppa dell'Imperatore.
Nonostante l'avvento, in quegli anni, del calcio professionistico, la squadra decise di mantenere il regime dilettantistico: rinominatosi NKK all'inizio della stagione 1988-89, il club (che in quegli anni vide il ritiro di alcuni dei giocatori rivelatisi fondamentali per i risultati finora conseguiti) non riuscirà più a ripetere le prestazioni delle stagioni precedenti ottenendo due risicate salvezze sino a retrocedere in seconda divisione al termine della 1990-91. In occasione della dismissione definitiva della Japan Soccer League, il NKK si iscrisse alla Japan Football League (che all'epoca costituiva il secondo livello del campionato nazionale, disputato a regime dilettantistico), dove militò per due stagioni sino alla cessazione dell'attività, avvenuta nel 1993 dopo una retrocessione nel secondo raggruppamento del torneo.

## Colori e simboli

### Colori
Tradizionalmente di colore celeste, nel corso degli anni le divise cambiarono più volte livree e tonalità: nel 1977 ne fu adottata una che aveva il blu scuro come colore dominante, fra il 1987 e il 1988 fu utilizzata una divisa bianca a strisce nere infine, a partire dalla stagione 1988-89 verranno utilizzate delle divise di colore rosso, relegando quelle celesti al ruolo di seconda divisa.
| 1977 | 1985 | 1987 | 1989 | 1993 |  |

### Simboli ufficiali
Fino alla stagione 1987-88 stemma del Nippon Kokan era di forma circolare ed includeva un omino stilizzato indossante un elmetto. Questi elementi erano accompagnati dalla dicitura "Nippon Kokan Soccer Club", disposta lungo il perimetro del cerchio. Successivamente verrà adottato il logo della NKK, costituito da una linea obliqua con l'estremità appuntita.

## Allenatori e presidenti
- 1962-1966  Yasuo Takamori
- 1967-1971  Susumi Chida
- 1971-1976  Takaji Tanaka
- 1976-1979  Minoru Ueda
- 1980-1982  Susumi Chida
- 1983-1988  Yoshimasa Fukumura
- 1989-1992  Shintaro Okamura
- 1992-1993  Toshio Matsuura

## Calciatori

### Il Nippon Kokan e le Nazionali di calcio
Il primo calciatore del Nippon Kokan ad ottenere una convocazione in Nazionale fu Nobuo Fujishima, che tra il 1972 e il 1979 fu schierato regolarmente nelle gare internazionali totalizzando 64 presenze. Negli anni ottanta, in concomitanza con le prestazioni di alto livello offerte dalla squadra (tra cui i tre secondi posti consecutivi ottenuti tra il 1986 e il 1988), si iniziò a convocare un maggior numero di giocatori sino ad arrivare ad un massimo di cinque nel 1987, quando furono schierati Toshio Matsuura (il quale aveva già esordito nel 1981), Nobuyo Fujishiro, Tomoyasu Asaoka, Kuniharu Nakamoto e Satoru Mochizuki, con quest'ultimo che nel 1989 diverrà l'ultimo giocatore militante nel Nippon Kokan ad ottenere una convocazione in Nazionale.

## Palmarès

### Competizioni nazionali
- Coppa dell'Imperatore: 1

1981
- Japan Soccer League Cup: 2

1980, 1987

### Altri piazzamenti
- Coppa dell'Imperatore:

Secondo posto: 1986
- Japan Soccer League:

Secondo posto: 1985-86, 1986-87, 1987-88

## Statistiche e record

### Partecipazione ai campionati
| Categoria                      | Partecipazioni | Debutto | Ultima stagione |
| ------------------------------ | -------------- | ------- | --------------- |
| Japan Soccer League Division 1 | 20             | 1967    | 1990-91         |
| Japan Soccer League Division 2 | 4              | 1980    | 1991-92         |
| Japan Football League          | 2              | 1992    | 1993            |